# Iranismus
Ein Iranismus ist ein aus dem Persischen oder einer anderen iranischen Sprache stammendes Lehn- oder Fremdwort.

## Iranismen im Deutschen
Eine Auswertung allgemeiner deutscher Wörterbücher hat ergeben, dass im Deutschen Entlehnungen aus dem Persischen seit dem 8. Jahrhundert nachweisbar sind. Insgesamt konnten 194 solcher Entlehnungen nachgewiesen werden.
Von den 194 Wörtern konnte im Falle von 68 Entlehnungen festgestellt werden, wann sie ins Deutsche entlehnt wurden. Über die Hälfte der datierbaren Entlehnungen wurden im 15. – 18. Jahrhundert übernommen. In vielen Fällen erreichten sie das Deutsche nicht direkt aus dem Persischen, sondern vermittelt über andere Sprachen, zum Beispiel über das Griechische, Lateinische oder Französische. Der Gesamtprozess der Entlehnungen entspricht dem Piotrowski-Gesetz.

## Iranismen im Englischen
Für das Englische haben Finkenstaedt & Wolff 93 Entlehnungen aus dem Persischen (und drei weitere aus dem Paschto) festgestellt.